# Brightline
Brightline est une entreprise ferroviaire privée exerçant aux États-Unis. Le transport ferroviaire interurbain étant très peu développé aux États-Unis, Brightline se positionne sur des trajets « trop long pour conduire mais trop court pour voler », en y proposant une offre de desserte ferroviaire.

## Brightline Florida
La seule ligne exploitée par Brightline actuellement se situe en Floride et relie Miami à Orlando. Longue de 378 km, elle a été ouverte en plusieurs phases, reliant d'abord Miami à West Palm Beach à partir de 2018, avant d'être prolongée jusqu'à l'aéroport d'Orlando en septembre 2023. Cette ligne emprunte majoritairement l'infrastructure  existante d'une autre compagnie, la Florida East Coast Railway , où la vitesse est au maximum de 177 km/h (110 miles/h). Seul un court tronçon neuf de 55 kilomètres entre Cocoa et Orlando permet aux trains d'atteindre la vitesse maximum de 200 km/h, ce qui en fait cependant l'un des services ferroviaires les plus rapides du pays.
Une extension de ce projet est à l'étude pour relier Orlando à Tampa, qui permettrait alors à Brightline d'exploiter un réseau de 515 kilomètres en Floride .

## Brightline West

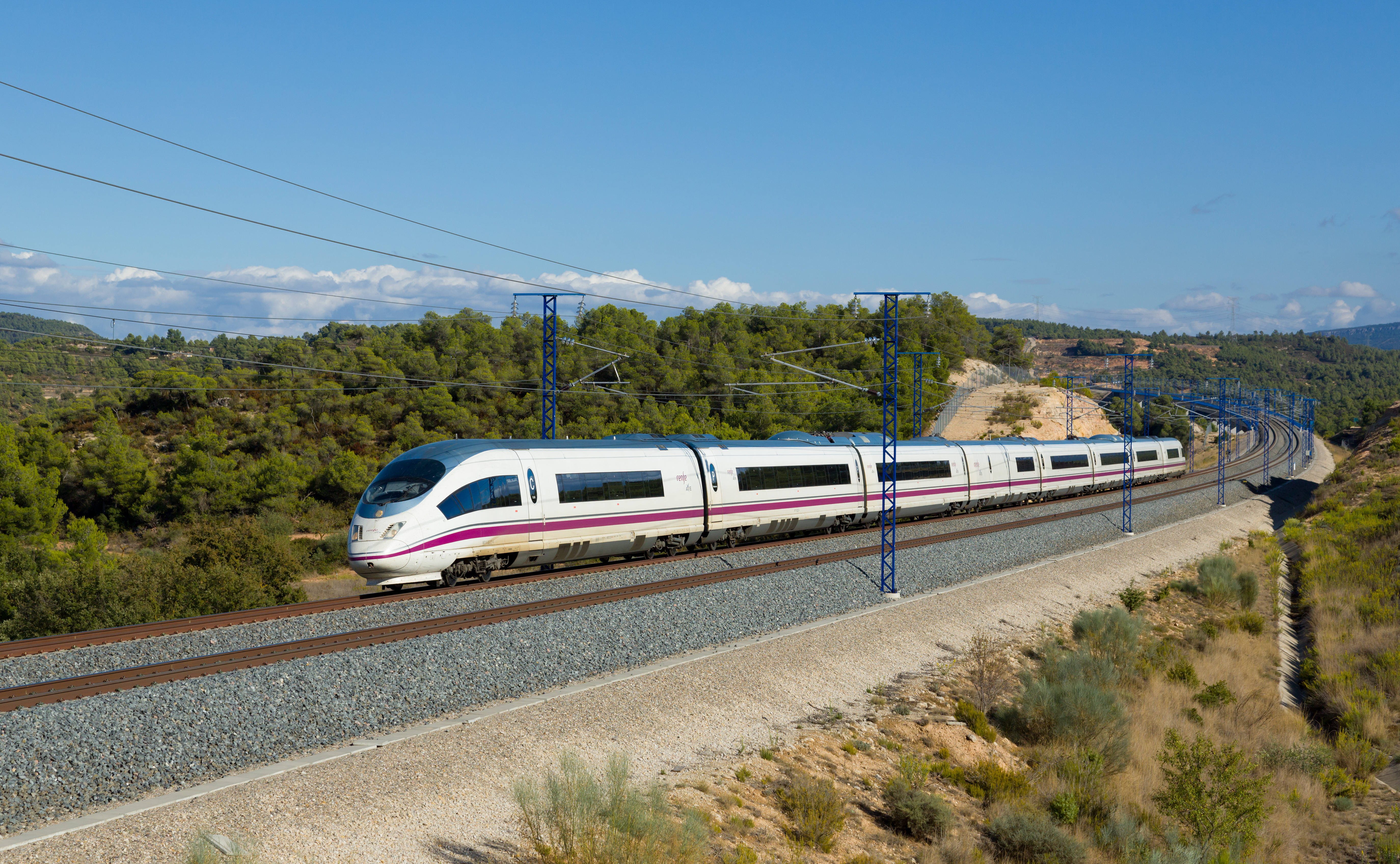
Le RENFE Class 103 un train Siemens Velaro similaire à celui proposé pour Brightline West.

Brightline développe également un projet de ligne à grande vitesse entre Los Angeles et Las Vegas à l'ouest du pays . La ligne, telle que prévue, fait 378 kilomètres et devrait être parcourue à une vitesse moyenne de 185 km/h avec des pointes à 290 km/h . Le service prévu est de 25 aller-retours quotidiens .
Le 22 avril 2024, la cérémonie d'inauguration des travaux de Brightline West a eu lieu sur le site de la future gare de Las Vegas, en présence de Pete Buttigieg, le secrétaire aux Transports des États-Unis. Elle doit entrer en service en 2028.